# Шопфхајм
Шопфхајм (њем. Schopfheim) град је у њемачкој савезној држави Баден-Виртемберг. Једно је од 35 општинских средишта округа Лерах. Према процјени из 2010. у граду је живјело 19.055 становника. Посједује регионалну шифру (AGS) 8336081.

## Географски и демографски подаци
Шопфхајм се налази у савезној држави Баден-Виртемберг у округу Лерах. Град се налази на надморској висини од 373 метра. Површина општине износи 68,0 km². У самом граду је, према процјени из 2010. године, живјело 19.055 становника. Просјечна густина становништва износи 280 становника/km².

## Међународна сарадња
| Мјесто | Држава    | Врста сарадње | Од    |
| ------ | --------- | ------------- | ----- |
| Ронеби | Шведска   | партнерство   | 1987. |
| Дикуме | Камерун   | партнерство   | 2000. |
|        | Француска | партнерство   | 1967. |
| Извор  |           |               |       |